# Escudo de La Pampa
El escudo de la provincia de La Pampa fue creado por Juan Olsina el 11 de mayo de 1964 mediante la Ley provincial N.° 291.

## Historia
La Pampa, es una provincia que ha tenido un total de tres escudos.

### La Pampa: Territorio Nacional
Cuando los criollos de Buenos Aires se rebelaron contra la autoridad española el 25 de mayo de 1810, La Pampa, que oficialmente pertenecía a las tierras del antiguo Virreinato del Río de la Plata, apenas si estaba explorada. Ni hablemos de asentamientos urbanos: poblada por indígenas de costumbres nómades, La Pampa era suelo hostil para los criollos. Y seguiría siéndolo, aun cuando el Virreinato cayó y Argentina se alzó como nueva Nación.
Sería recién el 17 de octubre de 1862, cuando la Ley Nacional N.º 28 estableció "que todos los territorios existentes fuera de los límites o posesiones de las provincias son nacionales..." intentando incluir a La Pampa de una forma más efectiva en el país. Pero dicha incorporación efectiva en la Nación no se logró hasta 13 de agosto de 1867, mediante la conquista militar y en cumplimiento de la Ley Nacional N.º 215, que determinó llevar la línea de fronteras con el aborigen más allá de los Ríos Negro y Neuquén, con la Conquista del Desierto.
Tras algunos intentos sin resultado, la verdadera conquista de La Pampa se llevó a cabo en 1879 cuando penetraron en ella cuerpos de fuerzas militares. El 16 de octubre de 1881, la Ley Nacional N.º 1532, dividió los territorios nacionales en Gobernaciones y se fijaron los límites de La Pampa. La ocupación finalizó en 1881 y comenzó a poblarse en 1882, estableciéndose su primera capital en la ciudad actualmente llamada General Acha.
A partir del 29 de marzo de 1900, la capital pasó a ser Santa Rosa del Toay, cuando el Poder Ejecutivo Nacional puso en cumplimiento un decreto del Presidente Dr. Miguel Juárez Celman, sancionado en el año 1889. El Gobernador Dr. José Luro concretó la medida el 11 de abril de ese mismo año.

Escudo propuesto en 1919.

Hasta este momento, La Pampa, que ni siquiera existía como provincia, menos iba a tener escudo. Pero cuando se volvió Territorio adoptó el primero de los Escudos: al ser un Territorio Nacional, su escudo fue Escudo Nacional.

### La provincia Eva Perón
Más de medio Siglo separa al primero de los escudos con el segundo, puesto que éste, es producto de la conversión de territorio a provincia, y dicha conversión no se daría hasta la llegada de Perón a la presidencia, acompañado de su mujer, Eva Duarte Perón. Y sería precisamente ella quien impulsaría el cambio de varios territorios ( o gobernaciones) a provincias.
De este modo, La Pampa pasó a ser provincia por medio de la Ley Nacional N.º 14.037 el 8 de agosto de 1951, con los mismos límites de su anterior Territorio, y el 20 de diciembre del mismo año, la nueva provincia recibió el nombre de provincia Eva Perón. Lógicamente, al constituirse en provincia, se hizo patente la necesidad de tener un escudo provincial. De esta forma, se creó el primer escudo de la provincia, a través de la Ley provincial N.º 43 establecida el 7 de enero de 1954. La confección de dicho Escudo quedó a cargo de Juan Olsina, y recibió el nombre de Escudo Eva Perón.

### La provincia de La Pampa
Pero el nombre de provincia Eva Perón no habría de perdurar.
Meses después, Perón caía ante el golpe de Estado, denominado Revolución Libertadora, que los opositores al peronismo dieron el 19 de septiembre de 1955.
Obviamente, un nombre de tan alta carga política como el de provincia Eva Perón fue rápidamente sustituido por el de su antecesor Territorio: ese mismo año, se le devolvió la denominación de La Pampa. Este nuevo cambio, provocó la derogación del antiguo Escudo, el 26 de septiembre de 1955 por medio del Decreto provincial N.º 15, y la creación de un nuevo Escudo, el tercero de la lista. El 11 de mayo de 1964 se dictaba la Ley provincial N.º 291 que reglamentaba el nuevo Escudo. Su confección quedó a cargo, una vez más, de Juan Olsina, y se le otorgó el nombre que aún posee: el de escudo de la provincia de La Pampa.

## Simbología de los Escudos

### Simbología del Antiguo Escudo Eva Perón
El antiguo Escudo Eva Perón , tenía forma de ojiva invertida, con un Sol Naciente de rayos estilizados en el borde superior.
Se encuentra dividido en dos campos:
- El superior (azul claro) en el cual se recorta el perfil de Eva Perón.
- El inferior (verde) donde es posible ver dos manos cruzadas sosteniendo una antorcha, la cual ilumina la silueta de Eva.

Los laterales del Escudo se encuentran rodeados por dos Espigas de Trigo, que se cruzan en la base y están ligadas por una Cinta Azul y Blanca.

### Simbología del Actual Escudo
En el actual Escudo, de forma triangular curvilínea, la simbología es la siguiente:
- El Fondo, que se halla dividido en dos partes.
  - Parte Superior (Azur = Azul): simboliza la Justicia, la Perseverancia y la Lealtad;
  - Parte Inferior (Sinople = Verde): simboliza la Esperanza, la Hospitalidad y la Cortesía, además de hacer referencia a la inmensa llanura verde que es la llanura pampeana.
- El Caldén, árbol autóctono de la región pampeana. Obsérvese, que el árbol se halla en el centro del Escudo, lo cual evidencia la importancia que el Caldén ha tenido y tiene en la provincia.
- El Indígena, que marcha en medio del inmenso pastizal, lanza en ristre, en memoria de los antiguos pobladores de la región que perecieron defendiendo la tierra durante la Conquista del Desierto.
- Las Espigas de Trigo que circundan el Escudo, representan la Fertilidad de la tierra, además de que el trigo es uno de los principales cereales que se cultivan en la provincia.
- Las Lanzas, que se cruzan en forma de souter por detrás del Escudo, y rematadas por un penacho de gules (rojo), evocan una vez más a los primeros pobladores de la región pampeana y las armas con que la defendieron.
- El Sol Naciente, con sus dieciséis rayos y su cara humana, y la Cinta Azul y Blanca, que une a ambas espigas, son ambos símbolos nacionales, con los cuales La Pampa demuestra ser un estado constituyente de la República Argentina.